# Maria Augusta Thomaz
Maria Augusta Thomaz  (Codinomes: Sofia; Renata; Márcia; Leme, 14 de novembro de 1947 - Rio Verde, maio de 1973) foi uma estudante universitária e militante política brasileira. Pertenceu ao Movimento de Libertação Popular (Molipo) e desapareceu no dia 17 de maio de 1973, em Rio Verde, Goiás. É dada como uma das vítimas da repressão da Ditadura Militar no Brasil pois nunca encontraram seu corpo.

## Biografia
Maria Augusta Thomaz nasceu no dia 14 novembro de 1947 em Leme, interior de São Paulo. Seus pais eram Aniz Thomaz, odontólogo, e Olga Michael Thomaz, professora, que formavam uma família de classe média juntamente com outros três filhos. Não enfrentaram dificuldades financeiras, mesmo com Aniz abandonando a carreira após problemas com alcoolismo. Por influência da esposa, passou a lecionar na rede pública da cidade. Maria Augusta e os irmãos estudaram em escolas particulares, além de receberem regalias e mimos. Desde muito nova, ela questionava diversos aspectos políticos e queria sair do interior e ir para a capital. Também apresentava personalidade contestadora e desafiadora.
Em 1964, justamente o ano que marcou o início da intervenção militar, Maria Augusta Thomaz tinha 16 anos e era estudante normalista. Naquele momento, ainda não demonstrava tanto interesse por questões políticas, tanto que ficou noiva contra a vontade do pai. Aniz forçou o rompimento do casal. Em seguida, viu a filha se relacionar com um homem mais velho, surdo-mudo, como forma de afronte. A família era católica e esta situação promoveu discordância entre os membros.
Aos 19 anos, mudou-se para São Paulo em busca de "novos horizontes", segundo depoimento relatado por seu irmão, Max A. Thomaz, no dia 12 de março de 2013, em uma audiência na Comissão da Verdade, “Rubens Paiva”, na capital paulista. A ideia da jovem era alcançar os objetivos pessoais a partir da transferência para a grande cidade. Prestou o vestibular em duas ocasiões para cursar psicologia na PUC-SP, mas não foi aprovada. Na segunda tentativa, viu que o resultado garantiria a aprovação no curso de filosofia, já em 1967. Sua participação na Luta Armada teria começado no ano seguinte, enquanto Maria estudava na Faculdade de Filosofia, Ciências e Letras do Instituto Sedes Sapientiae, filiada à Pontifícia Universidade Católica de São Paulo, e passou a frequentar as grandes passeatas que ocorriam no mundo todo naquela época, inclusive em São Paulo. Das manifestações de rua, virou delegada do Congresso da União Nacional dos Estudantes (UNE), em Ibiúna, e partiu para as guerrilhas através da contestação e questionamento das estruturas de poder.
Maria foi indiciada por sua participação no 30º congresso da UNE em Ibiúna, São Paulo, quando foi presa em outubro de 1968. A família teve conhecimento de sua prisão, ao irem buscá-la no presídio Tiradentes. Quando a jovem foi solta, todos voltaram para Leme. Porém, a jovem tinham o desejo ir para São Paulo novamente. Seus pais, devido a tamanha insistência de Maria, autorizaram sua ida. De São Paulo, eles conheciam Serveró de Motta Lima, Secretário de Segurança Pública na época, e este, aconselhou a sua volta, deixando Aniz e Olga mais tranquilos.
Em 1971, morre sua mãe, Olga Michel Thomaz e 1973, a avó de Maria Augusta. Segundo o irmão Max, ambas morreram porque a família estava sofrendo muito com a falta de notícias da jovem e pelo distanciamento dos moradores de Leme, que os consideravam comunistas e terroristas.
O irmão de Maria, Max Thomaz foi para a cidade de São Paulo a fim de estudar e trabalhar, em 1973. Segundo ele, foi constantemente seguido na época, provavelmente para tentarem descobrir o paradeiro da irmã.

## Movimentos Estudantis e Resistência Armada
Assim que Maria voltou a morar na cidade de São Paulo, a jovem foi diminuindo cada vez mais o contato com a família graças ao seu envolvimento progressivo com os movimentos estudantis e com a resistência armada, segundo o irmão. Os moradores de Leme, rotularam a família como "Comunistas" e "terroristas", o que dificultou a relação com a população. O interesse na luta contra o regime teve início após a morte do estudante secundarista Edson Luis de Lima Souto, ainda em março de 1968, quando militares invadiram o Restaurante Calabouço, localizado no Rio de Janeiro.
O incidente causou revolta entre muitos estudantes que viveram o período. O velório de Edsou se assemelhou a um ato política, uma vez que 50 mil pessoas marcaram presença e lotaram a Assembleia Legislativa do Rio de Janeiro. Na capital paulista, cartazes e protestos também tomaram a PUC-SP. A partir deste momento, Maria Augusta Thomaz teve o primeiro contato os movimentos estudantis. Na sequência, passou a fazer parte dos protestos organizados dentro da universidade.
Em setembro de 1969, após o assassinato do então namorado José Wilson Lessa Sabag, que havia conhecido na ocupação da Reitoria da PUC-SP, quando ambos era estudantes em 1968, Maria Augusta passou a viver clandestinamente. Nesta época, a Ação Libertadora Nacional (ALN) estava recrutando pessoas para receber treinamento de guerrilha em Cuba e estabeleceram que mulheres não poderiam participar por serem consideradas "delicadas" e por questões biológicas, como menstruação. Maria Augusta foi mesmo assim e uma avaliação mostrou que ela obteve a segunda melhor colocação do seu grupo.
Thomaz fez parte do grupo dos “28 de Cuba”, composto por ex-militantes da ALN. Como havia divergências políticas com a organização, decidiram criar um novo grupo. Maria, então, ajudou a formar o Movimento de Libertação Popular, posteriormente conhecido apenas como Molipo.
Foi identificada como participante do sequestro de um avião Boeing da Varig, no dia 31 de novembro de 1969, desviando a aeronave de Buenos Aires-Santiago para Cuba. Ao ir para Cuba, realizou o treinamento de guerrilha. Segundo o Documento de perseguição contra Thomaz, a guerrilheira já havia participado de outros crimes, como assaltos, sequestros e atentados com bomba.
Neste episódio, tanques, aviões e cavalaria adentraram as cidades de Leme e Pirassununga, (que tem uma base da Força Aérea Brasileira), com o objetivo localizar Maria Augusta ou obter informações de onde ela estaria. Invadiram a casa da família Thomaz portando metralhadoras e quase levaram sua irmã mais nova por ser muito parecida com Maria. Em seguida, levaram Aniz e Olga Thomaz para serem interrogados na base aérea de Pirassununga. A partir dai, ficaram sabendo do envolvimento da filha no sequestro do Boeing. No início de 1971, retornou ao Brasil clandestinamente, indo morar no interior de Goiás. Em 14 de janeiro de 1970 foi expedido mandato de prisão contra ela pela 2ª Auditoria da 2ª Região Militar.
Em 29 de setembro de 1972, foi condenada a cumprir pena de 17 anos de prisão e a perda de seus direitos políticos. Em outro processo, que também foi julgado a revelia, foi condenada a cinco anos de reclusão no dia 27 de agosto de 1973. Porém, depois de três anos de ser morta, foi absolvida pelo STN por não haver provas em um outro processo.

## Morte e desaparecimento
Desaparecida no dia 17 de maio de 1973, Maria Augusta Thomaz foi morta junto com Marcio Beck Machado numa fazenda localizada entre as cidades de Rio Verde e Jataí, em Goiás. A morte do casal ocorreu após uma operação de forças de segurança, que envolvia o DOI-CODI/II Exército, Polícia Federal de Goiânia, destacamento da Polícia Militar em Rio Verde, FAB e alguns agentes da Polícia Civil. Os agentes de segurança cercaram a fazenda e a metralharam, assassinando ambos enquanto dormiam. Em 1980, jornalistas descobriram a localização das sepulturas do casal baseando-se em depoimentos que afirmavam que eles haviam sido enterrados na Fazenda Rio Doce, em Rio Verde, a cerca de 200 quilômetros de Goiânia na época dos crimes.
A mando dos militares, os encarregados de enterrar os corpos de Márcio e Maria Augusta foi o fazendeiro Sebastião Cabral e seus empregados. Os corpos estavam esfacelados por tiros e foram sepultados clandestinamente. 
Apesar das mortes nunca terem sido assumidas publicamente, no boletim informativo do Ministério do Exército, datado em janeiro de 1976, os nomes de Márcio e Maria Augusta foram retirados da lista de procurados por serem considerados mortos. De acordo com documentos encontrados pela Comissão Nacional da Verdade, os agentes mencionaram troca de tiros com o casal, numa tentativa de criar provas que descartassem a tese de execução e confirmassem que o saldo da operação ocorreu por conta do confronto armado.
Os restos mortais de Maria e Marcio Beck nunca foram encontrados. Segundo o sociólogo e jornalista Renato Dias, autor do livro "As 4 Mortes de Maria Augusta", 7 anos após a morte de Maria, no dia 31 de julho de 1980, suas ossadas foram sequestradas em uma operação de limpeza para apagar os vestígios do crime, que estava prestes a ser denunciado pela imprensa, e levadas para um lugar desconhecido até os dias atuais.
Em 1992, o caso teve uma reviravolta. Após a abertura dos arquivos do extinto Departamento de Ordem Política e Social, o DOPS de São Paulo, a Comissão de Familiares de Mortos e Desaparecidos Políticos descobriu um documento com o nome de ‘Retorno de Exilados’ endereçado em 1978 ao então Delegado Romeu Tuma, diretor do Dops São Paulo. Os documentos informavam sobre as mortes de Márcio e Maria Augusta em 1973, assim mesmo as autoridades policiais jamais informaram as mortes aos seus familiares. Na Comissão Especial de Mortos e Desaparecidos Políticos seus casos foram protocolados com os números 03996 e 29196, respectivamente, de Maria Augusta e de Márcio.

## Comissão da Verdade
Em fevereiro de 2014, peritos escalados pela Comissão Nacional da Verdade (CNV) concluíram a primeira parte das escavações para elucidar os assassinatos de Márcio Beck Machado e Maria Augusta Thomaz. Segundo o jornal O Estado de S. Paulo, ainda não foram encontrados vestígios novos.
Diante das investigações realizadas, conclui-se que Maria Augusta Thomaz foi executada sumariamente, desapareceu e teve seu cadáver ocultado em decorrência de ação de agentes do Estado Brasileiro, violando de maneira sistemática os direitos humanos. 